# مثلجة بافلاك
مثلجة بافلاك أو جليدية بافلاك أو نهر بافلاك الجليدي (بالإنجليزية: Pavlak Glacier)‏ ا()، هي مثلجة تسيرشرقًا من سلسلة جبال الملكة إليزابيث إلى جليدية لوري بالقرب من جبل بردويل. تم ترسيمها من قبل هيئة المسح الجيولوجي الأمريكية (USGS) من مسوحات مقياس التنبؤ وصور الهواء البحرية، 1960-1962. سُمّيت من قبل اللجنة الاستشارية للأسماء في القارة القطبية الجنوبية (US-ACAN) نسبة إلى توماس ل. بافلاك، الجيولوجي في محطة أمندسن سكوت ضمن برنامج الولايات المتحدة في القارة القطبية الجنوبية (USARP) ا(1962-1963).